# Медведевский сельский совет (Кегичёвский район)
Медведевский сельский совет — входит в состав Кегичевского района Харьковской области Украины.
Административный центр сельского совета находится в селе Медведевка.

## История
- 1991 — дата образования.

## Населённые пункты совета
- село Медведевка
- село Золотуховка